# Sebastiania trichogyne
Sebastiania trichogyne är en törelväxtart som beskrevs av Ferdinand Albin Pax och Käthe Hoffmann. Sebastiania trichogyne ingår i släktet Sebastiania och familjen törelväxter. Inga underarter finns listade i Catalogue of Life.